# 双定镇
双定镇，是中华人民共和国广西壮族自治区南宁市西乡塘区下辖的一个乡镇级行政单位。

## 行政区划
双定镇下辖以下地区：
兴平村、义平村、秀山村、英龙村、和强村和武陵村。